# Pangkalan Bunut
Pangkalan Bunut is een bestuurslaag in het regentschap Pelalawan van de provincie Riau, Indonesië. Pangkalan Bunut telt 1369 inwoners (volkstelling 2010).